# OAL studio
OAL studio är en inspelningsstudio som ligger i Sollentuna norr om Stockholm. Sedan starten 1975 har man spelat in musik för teater, tv och film samt gjort ett stort antal skivproduktioner. Cornelis Vreeswijk, Allan Edwall, Giovanni Jaconelli, Pernilla Wahlgren, Georg Riedel,
Siw Malmkvist, Arne Domnérus, Lill-Babs, Lars Lönndahl, Ulla Sallert, Secret Service, Lee Hazlewood, After Dark och The Real Group är några av de artister som spelat in på OAL. 